# Мошак Сергій Миколайович
Сергі́й Микола́йович Моша́к (нар. 22 вересня 1965, с. Раково, Перечинський район, Закарпатська область) — український державний діяч, політик, народний депутат України 6-го скликання (2007 — 2012) та 7-го скликань (2012 — 2014), заступник голови Комітету з питань підприємництва, регуляторної та антимонопольної політики (2012 — 2014).

## Освіта
1987—1992 — Ужгородський державний університет, за спеціальністю «Фінанси і кредит» та отримав кваліфікацію «економіст».
10 березня 2016 року — в Мукачівському державному університеті захистив кандидатську дисертацію «Системний підхід до стратегічного управління конкурентоспроможністю регіональної економіки» та здобув науковий ступінь кандидата економічних наук..

## Робота, діяльність в представницьких органах
- 1991—1993 — заступник директора МТТП «Меліса».
- 1993—1997 — заступник директора ТОВ «Могура».
- 1998—2000 — комерційний директор ТОВ "МІК".
- 2000—2002 — начальник Управління лісового господарства Державного управління справами.
- 2002—07.2003 — генеральний директор Національного комплексу «Експоцентр України».
- 2005—2006 — радник голови Луганської облдержадміністрації Геннадія Москаля.

З 1998 по 2002 рік — депутат Закарпатської обласної ради.
Народний депутат України 6-го скликання 11.2007—12.2012, № 123 в списку. На час виборів: помічник-консультант народного депутата України Олексія Кунченко, безпартійний. Член Комітету з питань податкової та митної політики (12.2007-03.2011), голова підкомітету з питань місцевих податків і зборів та обов'язкових ресурсних платежів (ренти) і обов'язкових екологічних платежів (з 02.2008), член Комітету з питань фінансів, банківської діяльності, податкової та митної політики (з 03.2011).
Народний депутат України 7-го скликання з 12.2012, № 42 в списку. З 12 грудня 2012 по 20 лютого 2014. На час виборів: народний депутат України.
1 квітня 2015 року призначений радником голови Луганської обласної державної адміністрації Геннадія Москаля.

## Громадська діяльність
З 2002 по 2004 рік — віце-президент Федерації тенісу України.
З 26 січня 2013 року до 05 листопада 2013 — президент Федерації тенісу України. 

## Нагороди
З серпня 2010 року — Заслужений економіст України.

## Родина
Одружений. Дружина Яна Яношівна — домогосподарка, дочка Діана та син Сергій. 